# Barylestis peltatus
Barylestis peltatus är en spindelart som först beskrevs av Embrik Strand 1916.  Barylestis peltatus ingår i släktet Barylestis och familjen jättekrabbspindlar. Inga underarter finns listade.